# Autostrada AP-36 (Hiszpania)
Autostrada AP-36 (hiszp. Autopista AP-36), także Autopista Ocaña-La Roda (Autostrada Ocaña-La Roda) – autostrada w Hiszpanii przebiegająca przez teren wspólnoty autonomicznej Kastylia-La Mancha.
Autostrada rozpoczyna się węzłem z  i R-4 koło miejscowości Ocaña, w prowincji Toledo. Biegnie równolegle do drogi N-301 przez Quintanar de la Orden i San Clemente, gdzie krzyżuje się z . Droga kończy się w okolicach La Roda, gdzie wpina się w drogę .